# Кудрявцев, Михаил Андреевич
Михаил Андреевич Кудрявцев (1 [13] ноября 1847, Вышневолоцкий уезд, Тверская губерния — 28 сентября [10 октября] 1872) — русский художник, живописец бытового жанра.

## Биография
Михаил Андреевич Кудрявцев родился 1 ноября 1847 года в селе Спас-Забережье Вышневолоцкого уезда Тверской губернии.
Художник больших задатков, чей талант не успел раскрыться. Семнадцатилетним юношей приехал из Вышневолоцкого уезда Тверской губернии в Петербург и поступил в Императорскую Академию художеств (1864). Фактически все его творчество свершилось в Академии. Получил награды Академии: малую серебряную медаль (1866) и тогда же звание свободного художника, малую и большую серебряные медали (1867), большую серебряную медаль (1868). За программную картину «Каин и Авель» (1871) ему присудили малую золотую медаль.
Картин написал немного: «Отдых нищих» (1868), «Сцена из деревенского быта» (1869), «Мальчик с гармошкой» (1870), «Деревенский мальчик» (1870), «Портрет В. И. Шаламовой» (1872), «Голова старика» (1872).
Известный отечественный критик и знаток искусства В. В. Стасов, упоминая среди прочих «Мальчика с гармошкой», писал: «Это собственно этюды с натуры, и их никак нельзя поэтому ставить на одну доску с теми бесчисленными произведениями современной французской школы, где не только содержания никакого нет, но нет также выражения, никакого типа и характера и все состоит в одной внешней виртуозности живописи».
Трудно предположить, в каком направлении пошло бы развитие таланта художника. Кудрявцев умер в неполные двадцать пять лет от чахотки.

## Галерея

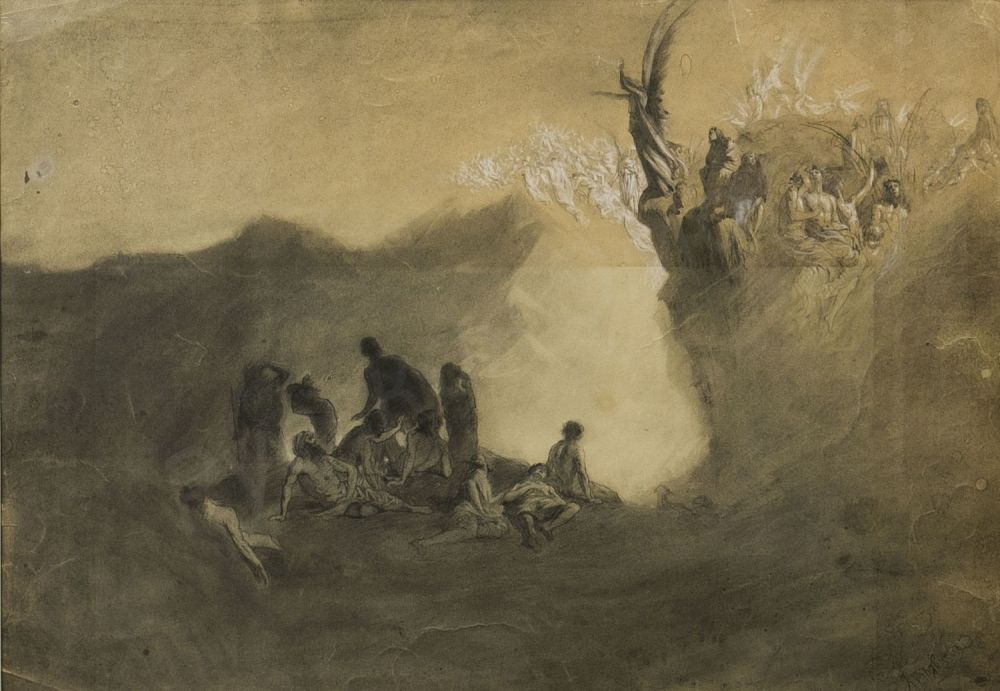
Библейская сцена (1860-е)
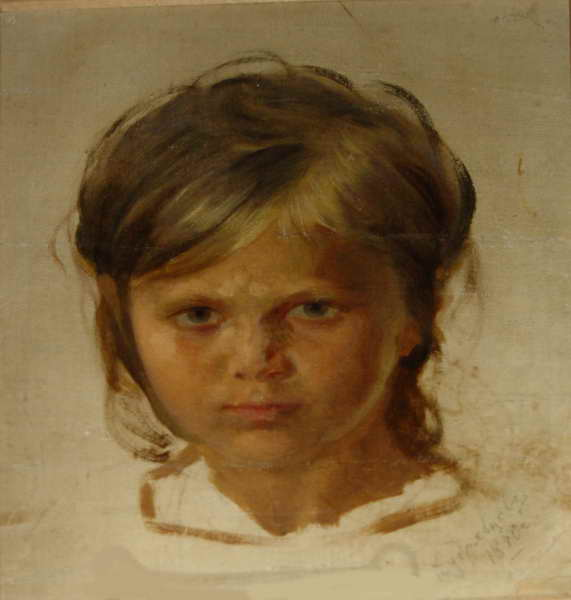
Крестьянская девушка. Этюд (1870)
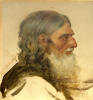
Сельский священник. Этюд (1870)
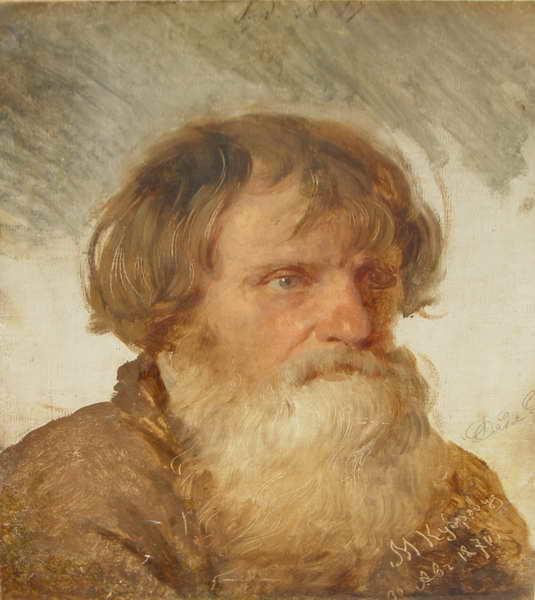
Крестьянин дядя Давид. Этюд (1870)
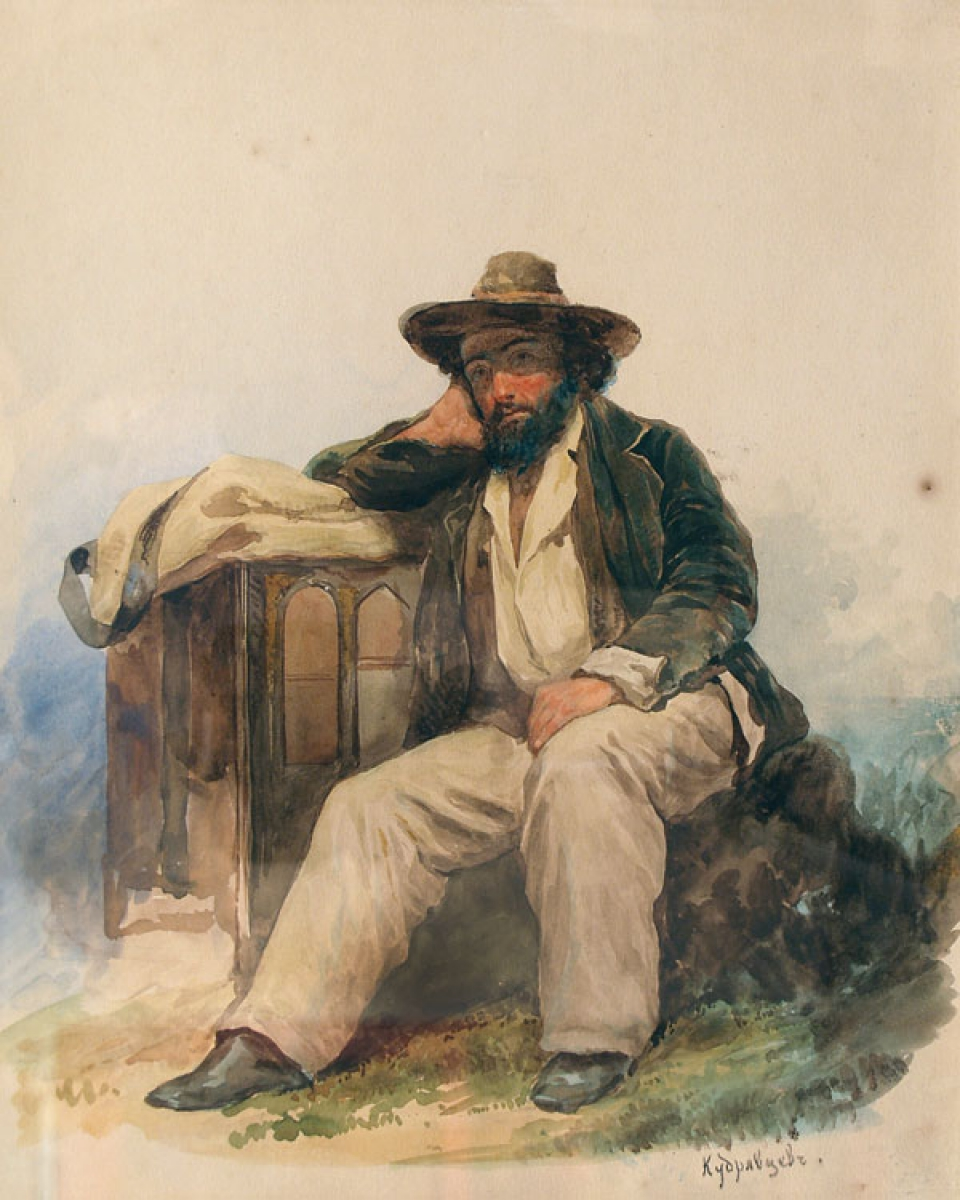
Портрет художника Алексея Александровича Писемского (1860-е)
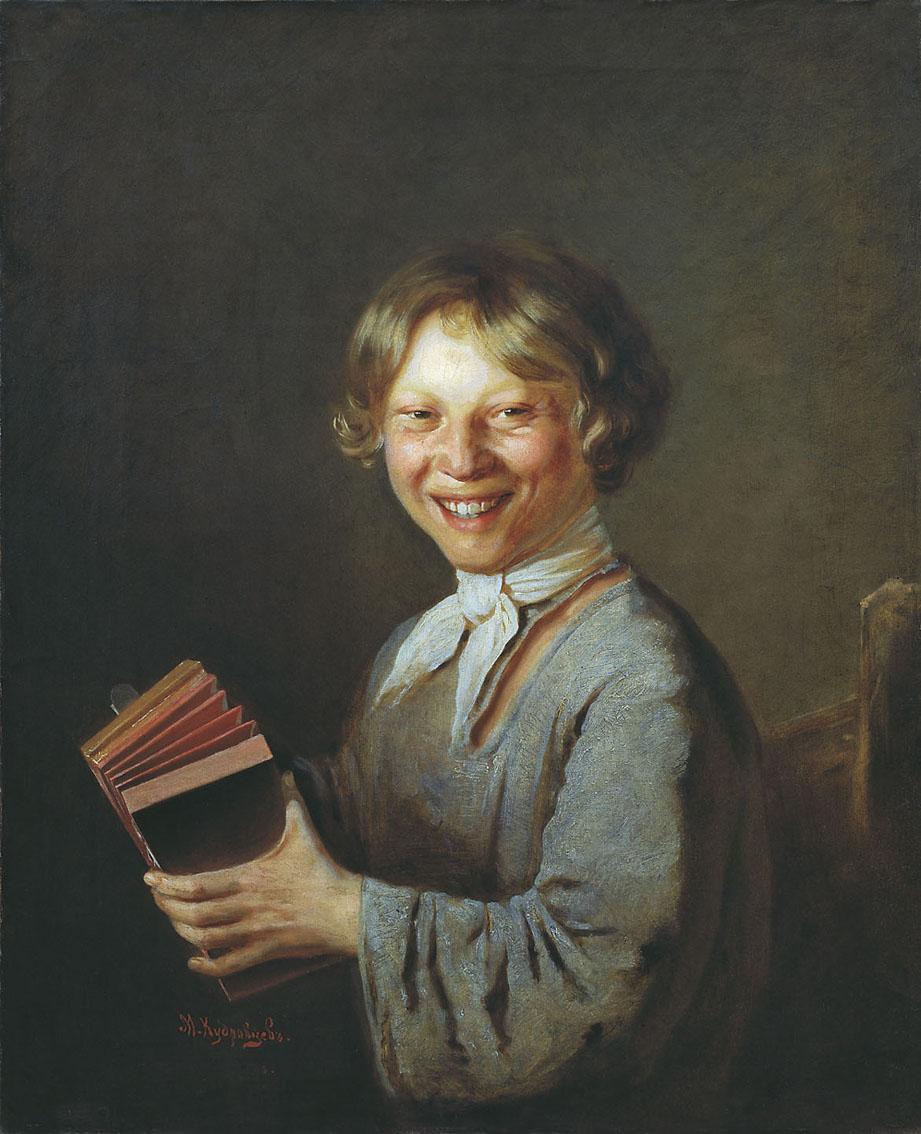
Мальчик с гармошкой (1870)
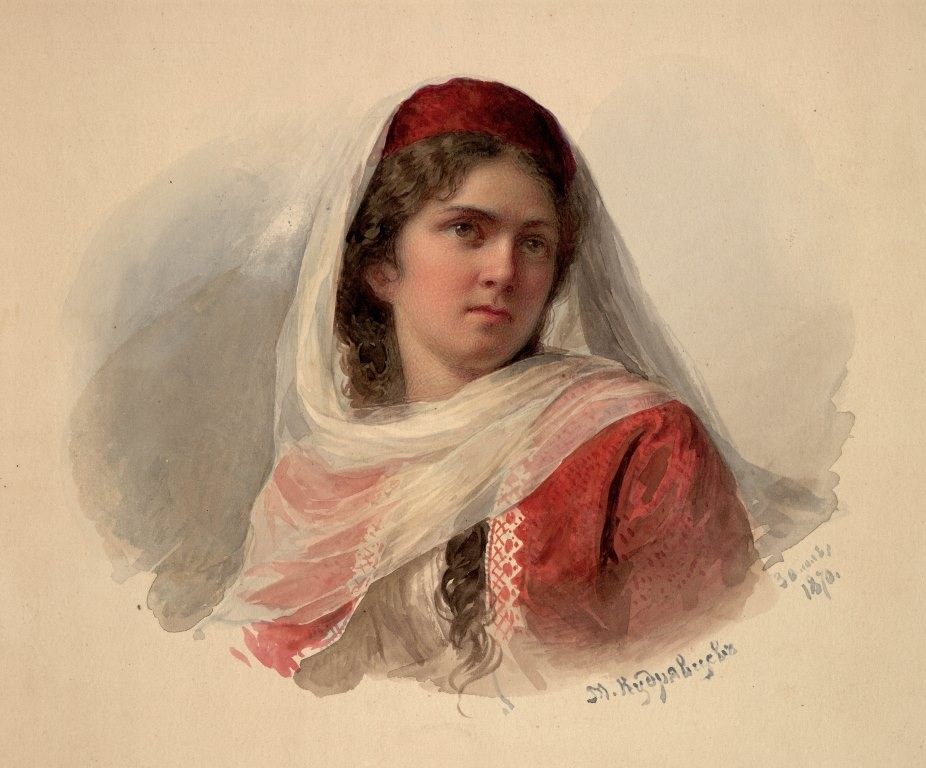
Женский портрет (1870)